# Biohazard
Biohazard és un grup de música estatunidenc format el 1987 a Brooklyn, Nova York. És coneguda per ser una de les primeres bandes que fusionaren el hardcore punk i el heavy metal amb elements del rap. La primera formació va consistir en el baixista i vocalista Evan Seinfeld, el guitarrista Bobby Hambel i el bateria Anthony Meo. El guitarrista i vocalista Billy Graziadei s'uní a la banda poc després convertint-se en una formació de quatre membres. Des de febrer del 2016, el grup està format per Graziadei, Hambel i Danny Schuler.
Tot i que Biohazard no es presentava com una banda hardcore, compartien escenaris amb grups de l'escena hardcore de Nova York, com Cro-Mags i Agnostic Front. També van compartir escenaris amb la banda de Nova Jersey Mucky Pup amb la qual van establir amistat.

## Components
| Membres actuals - Billy Graziadei – guitarra i veu (1987–2006, 2008–present) - Bobby Hambel – guitarra (1987–1995, 2008–present) - Danny Schuler – bateria (1988–2006, 2008–present) | Antics membres - Anthony Meo;– bateria (1987–1988) - Rob Echeverria – guitarra (1996–2000) - Leo Curley– guitarra (2000–2002) - Carmine Vincent– guitarra (2002) - Evan Seinfeld – veu i baix (1987–2006, 2008–2011) - Scott Robert– guitarra (2002–2005); baix i veu (2011–2016) |

## Discografia

### Àlbums d'estudi
- Biohazard (1990)
- Urban Discipline (1992)
- State of the World Address (1994)
- Mata Leao (1996)
- No Holds Barred (Live In Europe) (1997)
- New World Disorder (1999)
- Tales From the B-Side (2001)
- Uncivilization (2001)[4]
- Kill or Be Killed (2003)
- Means to an End (2005)
- Reborn In Defiance (2012)

### Videclips
- "Panic Attack" (1990)
- "Punishment" (1992)
- "Shades of Grey" (1992)
- "Slam (Bionyx Remix)" (1993, amb Onyx)
- "Judgement Night" (1993, amb Onyx)
- "Five Blocks to the Subway" (1994)
- "How It Is" (1994)
- "Tales from the Hard Side" (1994)
- "After Forever" (1995, versió de Black Sabbath)
- "Authority" (1996)
- "A Lot to Learn" (1996)
- "Sellout" (2001)
- "Vengeance Is Mine" (2012)